# ديفيد دودلي دود جونيور
ديفيد دودلي دود جونيور (بالإنجليزية: David Dudley Dowd, Jr.)‏ هو قاضي ومحامي أمريكي، ولد في 31 يناير 1929 في كليفلاند في الولايات المتحدة، وتوفي في 4 أغسطس 2016 في فلوريدا في الولايات المتحدة.